# Fortaleza de San Julián de la Barra

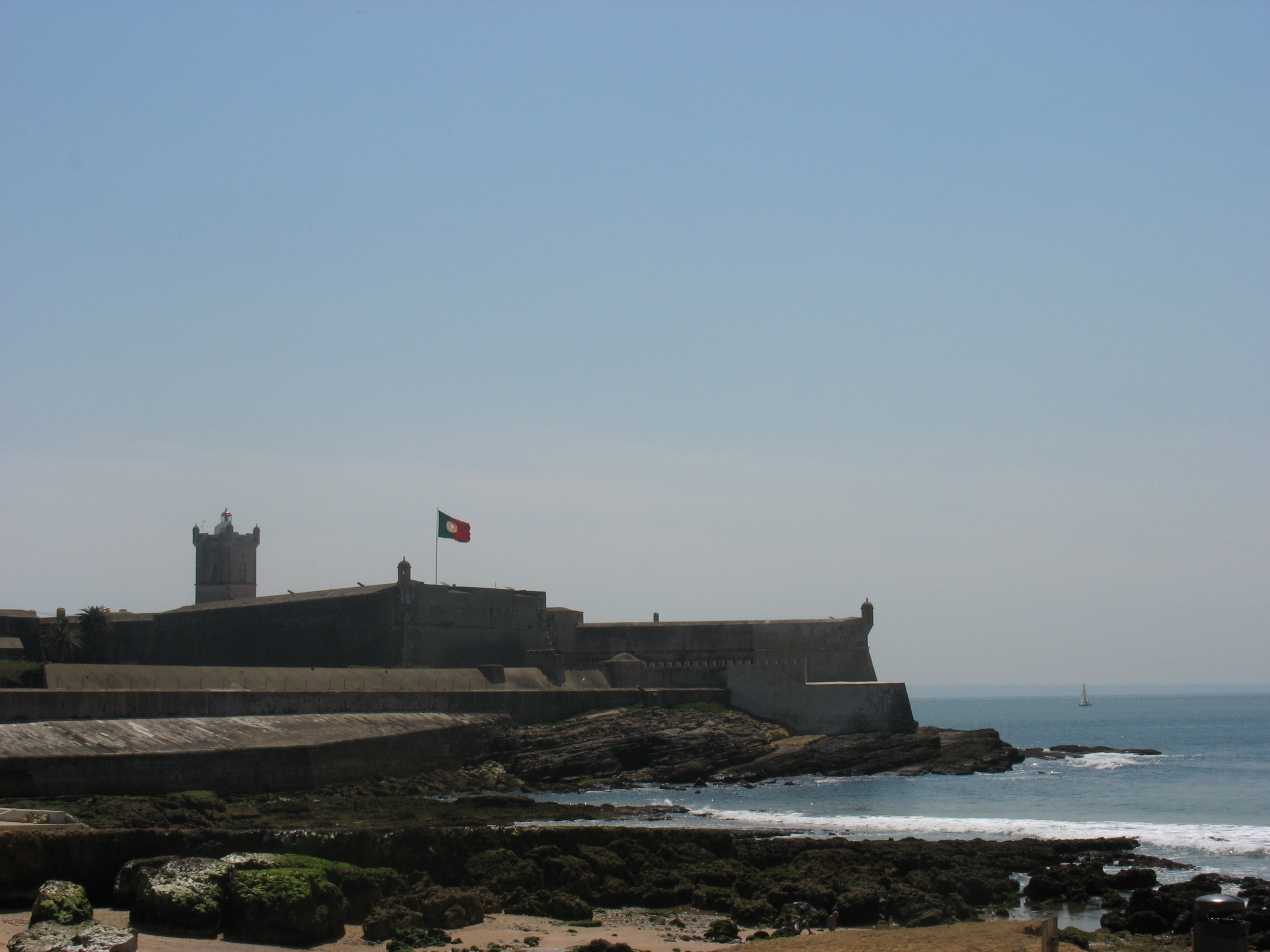
Fuerte de San Julián de la Barra, Portugal.

La Fortaleza de San Julián de la Barra (en portugués: Forte de São Julião da Barra, lit. 'Fuerte de San Julián de Barra') antiguamente conocido como Fuerte o Torre de San Gião) es el mayor y más completo complejo de defensa militar de estilo Vauban que queda en Portugal. Está ubicado en la localidad de São Julião da Barra, actualmente parte de la freguesia de Oeiras e São Julião da Barra, Paço de Arcos e Caxias, en la punta de São Gião, extremo oeste de Oeiras.
Considerado en el pasado como el Escudo del Reino, la mayor fortificación marítima del país. Originalmente tenía, junto con el Fuerte de San Lorenzo de Bugio, con quien cooperó, la función de controlar la entrada y salida de embarcaciones en el estuario del Tajo y el acceso al puerto de Lisboa.
Actualmente es la residencia oficial del Ministro de Defensa Nacional de Portugal.

## Historia

### Antecedentes
La construcción de una fortificación en el punto donde habría una ermita bajo la advocación de São Gião, en la margen derecha del estuario del río Tajo, fue recomendada por el rey Manuel I (1495-1521) a su hijo y sucesor, Juan III (1521-1557).
En 1549, este soberano creó el cargo de Maestro de Obras de Fortificación del Reino, de otros Lugares e Indias (en portugués: Mestre das Obras de Fortificação do Reino, lugares d'Além e Índias), que confió al renombrado arquitecto Miguel de Arruda, responsable de varios complejos fortificados en los territorios portugueses de ultramar.
Dado el entendimiento de su Consejo, que sostenía que la defensa marítima del puerto de Lisboa no debía basarse únicamente en el Castillo de San Jorge y la antigua cerca morisca, sino en modernas fortalezas abaluartadas junto a la desembocadura del río, el soberano inició las obras del Fuerte de la Punta de San Gião en 1553, en la margen derecha del estuario del Tajo.
La defensa del puerto y ciudad de Lisboa vendría a estar constituida por un conjunto defensivo integrado por la Torre, luego Fuerte de San Lorenzo de Bugio, sobre un banco de arena en medio de la desembocadura, con el que cruzaba fuegos, cerrando el Tajo, complementado por la Fortaleza de Cascais, como avanzada en la margen derecha de la desembocadura, y por la Torre de Belém (margen derecha) y la Torre Velha da Caparica (margen izquierda) como última defensa del puerto de Lisboa.

### La Torre de San Julián
Los planos de la primitiva fortificación, abaluartada según las eneseñanzas de la escuela italiana, se atribuyen al arquitecto Miguel de Arruda, en el ejercicio del cargo creado en 1549.
Se sabe que en 1559 se pagó un tributo especial, que permitió que las obras de construcción se desarrollaran más rápidamente, y que en 1562 Miguel de Arruda fue nombrado Maestro-Vedor de las obras. Así, en 1568, la estructura se consideró completa, al final de la primera regencia del Enrique «el Cardenal» (1562-1568). Las obras complementarias, sin embargo, continuaron todavía en 1573, cuando en las mazmorras del fuerte fueron detenidos los que esperaban el destierro, ocupados en trabajos forzados en las obras de la propia estructura. Una descripción y un dibujo de la fortificación datan de esa época (1579), por João Baptista Gésio, un espía al servicio del rey Felipe II de España, que ya se preparaba para asumir el trono de Portugal. Su defensa, sin embargo, no pudo impedir el avance de las tropas españolas al mando del duque de Alba, que la rodeó por el lado de tierra, habiéndose rendido a los seis días (13 de agosto de 1580, previo a la batalla de Alcántara), según negociaciones entre Tristán Vaz da Veiga y el mando de las tropas invasoras, en manos de Sancho Dávila y Daza.

### El período de la dinastía filipina
En la época de la dinastía filipina, a partir de 1580, el duque de Alba encargó al arquitecto Giácomo Palearo diseñar medios para reforzar la defensa del fuerte. Este último corrigió el diseño del foso, hizo erigir nuevas baterías y amplió las defensas en el flanco oeste. A partir de 1582, se construyó la explanada inferior en el lado este, agregando los baluartes que llevan el nombre de San Felipe y San Pedro . A partir de 1597, Leonardo Torriani, ingeniero militar y arquitecto cremonense, asumió la dirección de sus obras de ampliación y refuerzo. En conjunto, estas obras transformaron el Fuerte de San Julián en la fortificación más grande y poderosa del reino de Portugal en ese momento. En el mismo período, las instalaciones de la fortificación comenzaron a ser utilizadas como prisión política del Estado portugués, función que se mantuvo en los siglos siguientes hasta la I República Portuguesa.

### La restauración de la independencia portuguesa
En la época de la Restauración de la Independencia, sufrió su segundo asedio terrestre, ahora por tropas leales al duque de Braganza. En aquella ocasión destacó la iniciativa de Fernando de Mascarenhas, I Conde de Torre, quien, detenido políticamente allí, llevó al gobernador español de la plaza, Fernando de La Cueva, a negociar las condiciones de la rendición, a cambio por una recompensa sustancial (12 de diciembre de 1640).
Bajo el reinado de Juan IV (1640-56), el gobernador de la plaza, Martim Correia da Silva, informó al soberano de la necesidad urgente de obras de reparación (1645). Así, dentro de un plan de refuerzo de la fortificación de la costa de Lisboa, a partir de 1650, se realizaron nuevas obras de ampliación y refuerzo en el ya conocido como «San Julián de la Barra» (Barra, es la palabra portuguesa para referirse coloquialmente al estuario), con énfasis en la construcción, en el lado de tierra, de un nuevo revellín, que sería seguido por la construcción de cuarteles y barracones para la guarnición (1655).

### El Consulado Pombalino
En la época del consulado pombalino (gobierno del Marqués de Pombal) sufrió nuevas obras de recuperación y ampliación, ahora en la muralla del lado del mar, en la Casa del Gobernador, en los cuarteles y en los aljibes (1751). Sufrió daños causados por el terremoto de 1755, el más grave quizás la caída del faro, de la respectiva torre que se levantaba en el centro de la plaza, según fuentes de la época (apud Memória do Pe. Matias Marques Cardoso en: Luís Cardoso (Educación física.. Diccionario Geográfico de Portugal.). Las obras de restauración del faro supusieron levantar su torre de treinta palmos de altura (unos seis metros), habiendo vuelto a funcionar en 1761. Mientras tanto, el primer ministro hizo encarcelar a más de cien jesuitas desde 1759 en adelante.

### ElsigloXIX
Al comienzo de la guerra peninsular, las tropas francesas de Napoleón Bonaparte, bajo el mando del general Jean-Andoche Junot, llegaron a los límites de Lisboa el 30 de noviembre de 1807. El pueblo de Oeiras y el Fuerte de San Julián se transformaron en el cuartel general de las tropas de ocupación francesas bajo el mando del general Jean-Pierre Travot, mientras que la desembocadura del río Tajo fue bloqueada por la armada británica. El fuerte sólo pasó a manos británicas después del Convenio de Sintra, el 2 de septiembre de 1808 .
A partir de 1809, el Fuerte de San Julián, el más importante de la línea de Oeiras (que constituía la tercera de las cuatro líneas defensivas de Lisboa, las famosas «líneas de Torres Vedras»), volvió a tener un gobernador militar portugués. Bajo la dirección británica, se construyeron una serie de pequeños reductos marinos en esta costa para complementar la defensa terrestre de San Julián, con el objetivo de proteger el reembarco de tropas británicas en caso de necesidad.
En este período, utilizada continuamente como prisión política, uno de sus detenidos más célebres fue el general Gomes Freire de Andrade, acusado de supuesta participación en una conspiración contra la presencia británica. Ejecutado, su cuerpo fue quemado y sus cenizas arrojadas al río Tajo el 18 de octubre de 1817 .
Durante las guerras liberales, fue blanco del fuego de artillería de la escuadra francesa que, bajo el mando del almirante Albin Roussin, forzó el estuario del Tajo (1831).

### ElsigloXX
Habiendo perdido sus funciones defensivas, ante la evolución de los medios bélicos, pero utilizada habitualmente como prisión política y faro, a mediados del siglo XX fue desclasificado como fortificación militar y entregado a la presidencia del Consejo para ser adaptado para la recepción de miembros del gobierno y posada de visitantes ilustres (1951). Ya en el ejercicio de estas funciones, se utilizó para la recepción del general norteamericano Dwight David Eisenhower (1951) y la del mariscal británico Bernard Law Montgomery (1952), héroes de la Segunda Guerra Mundial (1939-1945).
A partir de entonces, el antiguo cuartel fue adaptado al uso civil como salones, comedor y biblioteca, iniciando la Dirección General de Edificios y Monumentos Nacionales (DGEMN) una larga y cuidadosa serie de intervenciones de consolidación y restauración, en varias campañas (en propio en 1952-1954, 1962-1969, 1975, 1994-2000, y en asociación con IST/LNEC de 1998 a 2001).
Actualmente, pertenece al Estado de Defensa Nacional. Solo está abierto al público con cita previa y disponibilidad del propio fuerte.
El 12 de noviembre del 2012, la Fortaleza de San Julián de la Barra se utilizó para un almuerzo de trabajo en el que participaron el primer ministro portugués, Pedro Passos Coelho, y la canciller alemana, Angela Merkel, que anteriormente se había encontrado con el presidente de la República portuguesa, Cavaco Silva, en el Palacio de Belém. En este encuentro también participaron, en representación del Gobierno portugués, el ministro de Estado y de Asuntos Exteriores, Paulo Portas, el Secretario de Estado Adjunto del Primer Ministro, Carlos Moedas, y el Secretario de Estado de Hacienda, Manuel Rodrigues. Todo ello fue parte de una visita oficial de la canciller de Alemania a Portugal en el que también tuvo un encuentro con empresarios de ambos países.

## Características
La estructura fue construida en cantería y mampostería revocada, con planta irregular de forma aproximadamente pentagonal, comprendiendo muros, revellín, baluartes, explanadas con baterías de artillería, torres de vigilancia cubiertas, pasarelas, rampas y otros. En el interior, además de las instalaciones de servicio (Casa del Gobernador, cuartel de tropas, polvorines, almacenes y otros), había una Capilla, casamatas abovedadas y un aljibe en dovela, también abovedado, actualmente utilizado como salón de actos. La torre del faro, con torres de vigilancia en las esquinas, se eleva en tres plantas, flanqueada por los cuarteles de la guarnición.
Está defendida en el lado de tierra por dos fosos y, antiguamente, por un puente levadizo, actualmente de acero y mampostería .
Al este se alza el baluarte del Príncipe o Rey D. Fernando. Hacia el oeste, frente al mar, hay otros baluartes, entre los que destaca el de Santo António .

## Curiosidades
En memoria de Gomes Freire de Andrade, ejecutado en 1817, se colocó sobre la puerta de la torre una lápida y un sillar de tejas con su efigie .
Uno de los principales elementos que pueden apreciar los visitantes son los tapices del Infante D. Henrique y la Llegada de Vasco da Gama a Calcuta, obras firmadas por Jaime Martins Barata .
En 1989, durante prospecciones arqueológicas subacuáticas en las aguas que bordean el fuerte, se encontraron dos corazas de hierro del siglo XVII, posiblemente contemporáneas a la guerra de la Restauración .